# (7035) Gomi
(7035) Gomi est un astéroïde de la ceinture principale.

## Description
(7035) Gomi est un astéroïde de la ceinture principale. Il fut découvert le 28 janvier 1995 à Kitami par Kin Endate et Kazuro Watanabe. Il présente une orbite caractérisée par un demi-grand axe de 3,18 UA, une excentricité de 0,14 et une inclinaison de 0,6° par rapport à l'écliptique.

## Compléments